# Krupski Młyn
Krupski Młyn (dawniej Krupa, niem. Kruppamühle) – wieś w Polsce położona w województwie śląskim, w powiecie tarnogórskim, w gminie Krupski Młyn, siedziba tejże gminy.

## Położenie
Krupski Młyn wraz z przynależnym do niego osiedlem Ziętek usytuowany jest pośród rozległych lasów sosnowych, w okolicy drogi krajowej nr 11 oraz przy magistrali węglowej Gliwice-Lubliniec. W centrum miejscowości krzyżują się drogi powiatowe do Kielczy, Tworoga oraz w kierunku Lublińca.
Historycznie Krupski Młyn leży na Górnym Śląsku, geograficznie na Równinie Opolskiej, stanowiącej część Niziny Śląskiej. Przez wieś wije się swoim meandrującym korytem rzeka Mała Panew, do której wpada tu także jej dopływ Ligancja.
Gmina Krupski Młyn jest jedną z trzech najbardziej zalesionych gmin w Polsce (85,9%).

## Nazwa
Nazwa miejscowości pochodzi od nazwiska młynarza Krupy, którego młyn zbożowy miał kiedyś stać na brzegu Małej Panwi w pobliżu centrum dzisiejszego Krupskiego Młyna. Dawniej polska nazwa miejscowości brzmiała Krupa – nazwa ta nieformalnie funkcjonuje w miejscowej gwarze do dziś. Obecna nazwa urzędowa jest spolszczoną wersją niemieckiej nazwy miejscowości.

## Historia
Pierwsza wzmianka o osadzie Krupa pochodzi z roku 1640 kiedy to w ówczesnej księdze chrztów i ślubów parafii Wielowieś, obejmującej wtedy te tereny, odnotowano stamtąd młynarza Wacława Krupę. Ziemie te znajdowały się wówczas w księstwie opolsko-raciborskim, wchodzącym w skład Monarchii Habsburgów.
Od 1742 roku w granicach Królestwa Prus. Kronika pruska z roku 1864 adnotuje Krupski Młyn jako kolonię wsi Borowiany. Wydarzeniem, które przesądziło o dynamicznym rozwoju malutkiej osady złożonej w tamtym czasie z młyna, leśniczówki oraz gospodarstwa rolnego, było założenie tu w 1874 roku fabryki produkującej wojskowe materiały wybuchowe. Przy fabryce z biegiem czasu rozbudowała się osada mieszkalna dla jej pracowników, a wraz z rozwojem samej fabryki – obok produkcji asortymentu dla armii zaczęto też wytwarzać produkty dla przemysłu – stopniowo rozbudowano miejscowość do współczesnych rozmiarów.
Po roku 1918 mimo Powstań Śląskich miejscowość pozostała w Niemczech. W okresie władzy NSDAP doszło do odwrócenia statusu pomiędzy Krupskim Młynem a Borowianami – Krupski Młyn stał się samodzielną wsią, a Borowiany zostały jego kolonią. Po II wojnie światowej obie miejscowości, weszły w granice Polski, funkcjonowały jako odrębne wsie.
W latach 1975–1998 miejscowość należała administracyjnie do województwa katowickiego.
W latach 1954–1954 wieś należała i była siedzibą władz gromady Krupski Młyn. W 1955 roku Krupski Młyn otrzymał status osiedla. W ramach reformy administracyjnej w 1973 roku wprowadzającej gminy, zniesiono osiedle, a utworzono gminę Krupski Młyn o obszarze zbliżonym do dzisiejszego. Pięć lat później gminę tę zlikwidowano i wcielono w obszar gminy Tworóg, by w 1991 roku ostatecznie wyodrębnić ją ponownie.
W miejscowości jest kolejowy posterunek odgałęźny, dawniej przystanek Krupski Młyn. 
Pierwotnie miejscowość podlegała parafii wielowiejskiej, a następnie kotowskiej. Kościół parafialny wybudowano i konsekrowano w Krupskim Młynie w roku 1987. Dawniej modlono się tu w starym kościółku – zaadaptowanym na ten cel baraku zakładowym fabryki materiałów wybuchowych. W 1993 roku kościółek wyburzono ze względu na niepewną konstrukcję budynku, a na jego miejscu postawiono kapliczkę upamiętniającą miejsce modlitwy.
Nitroerg – zakład produkujący i handlujący materiałami wybuchowymi – funkcjonuje w Krupskim Młynie do dziś. Znacjonalizowany w PRL, w Rzeczypospolitej Polskiej przekształcony w spółkę akcyjną jednoosobową spółkę Skarbu Państwa. Obecnie przedsiębiorstwo wchodzi w skład Grupy Kapitałowej KGHM.